# Robotniczo-Komunistyczna Partia Iraku
Robotniczo-Komunistyczna Partia Iraku (arab.: Hizb al-Shuyu'i al-'Ummali al-'Iraqi) jest marksistowską partią polityczną działającą w Iraku i pośród irackich emigrantów.
RKPI sprzeciwiała się rządom zarówno Saddama Husajna, jak i nowego rządu irackiego zainstalowanego przez USA. W okresie rządów partii Baas działacze partii byli prześladowani, działali więc głównie w Kurdystanie oraz za granicą - w Wielkiej Brytanii i Australii.
RKPI należy do Koalicji Postępowej, Organizacji na rzecz Wolności Kobiet w Iraku oraz Związku Bezrobotnych Iraku. Partia wydaje biuletyn Iraq Weekly.
Siostrzaną partią RKPI jest Robotniczo-Komunistyczna Partia Iranu.